# Rollerski-Weltcup 2022
Der Rollerski-Weltcup 2022 begann am 24. Juni 2022 im Telemark und endete am 11. September 2022 in Amatrice. Es wurden insgesamt 13 Rennen ausgetragen. Die Gesamtwertung der Männer gewann der Norweger Amund Korsæth. Bei der Gesamtwertung der Frauen wurde die Schwedin Linn Sömskar Erste.

## Männer

### Resultate
| 1. Weltcup in Telemark, 24. bis 26. Juni 2022 | 1. Weltcup in Telemark, 24. bis 26. Juni 2022 | 1. Weltcup in Telemark, 24. bis 26. Juni 2022 | 1. Weltcup in Telemark, 24. bis 26. Juni 2022 | 1. Weltcup in Telemark, 24. bis 26. Juni 2022 |
| --------------------------------------------- | --------------------------------------------- | --------------------------------------------- | --------------------------------------------- | --------------------------------------------- |
| Datum                                         | Disziplin                                     | Erster Platz                                  | Zweiter Platz                                 | Dritter Platz                                 |
| 24. Juni 2022                                 | 15 km Freistil                                | Simen Hegstad Krüger                          | Martin Løwstrøm Nyenget                       | Hans Christer Holund                          |
| 25. Juni 2022                                 | Sprint Freistil                               | Johannes Høsflot Klæbo                        | Håvard Solås Taugbøl                          | Emanuele Becchis                              |
| 26. Juni 2022                                 | 48 km klassisch Massenstart                   | Johannes Høsflot Klæbo                        | Martin Løwstrøm Nyenget                       | Mikael Gunnulfsen                             |

| 2. Weltcup in Otepää, 19. bis 21. August 2022 | 2. Weltcup in Otepää, 19. bis 21. August 2022 | 2. Weltcup in Otepää, 19. bis 21. August 2022 | 2. Weltcup in Otepää, 19. bis 21. August 2022 | 2. Weltcup in Otepää, 19. bis 21. August 2022 |
| --------------------------------------------- | --------------------------------------------- | --------------------------------------------- | --------------------------------------------- | --------------------------------------------- |
| Datum                                         | Disziplin                                     | Erster Platz                                  | Zweiter Platz                                 | Dritter Platz                                 |
| 19. August 2022                               | Sprint Freistil                               | Raimo Vīgants                                 | Matteo Tanel                                  | Amund Korsæth                                 |
| 20. August 2022                               | 29 km Freistil Massenstart                    | Patrick Fossum Kristoffersen                  | Michael Galassi                               | Amund Korsæth                                 |
| 21. August 2022                               | 15 km klassisch                               | Amund Korsæth                                 | Martin Himma                                  | Patrick Fossum Kristoffersen                  |

| 3. Weltcup in Madona, 25. bis 28. August 2022 | 3. Weltcup in Madona, 25. bis 28. August 2022 | 3. Weltcup in Madona, 25. bis 28. August 2022 | 3. Weltcup in Madona, 25. bis 28. August 2022        | 3. Weltcup in Madona, 25. bis 28. August 2022 |
| --------------------------------------------- | --------------------------------------------- | --------------------------------------------- | ---------------------------------------------------- | --------------------------------------------- |
| Datum                                         | Disziplin                                     | Erster Platz                                  | Zweiter Platz                                        | Dritter Platz                                 |
| 25. August 2022                               | 15 km klassisch                               | Amund Korsæth                                 | Matteo Tanel                                         | Tommaso Dellagiacoma                          |
| 26. August 2022                               | Teamsprint klassisch                          | LettlandNiks Saulītis Raimo Vīgants           | ItalienRiccardo Lorenzo Masiero Tommaso Dellagiacoma | SchwedenJonatan Lindberg Harald Ekenberg      |
| 27. August 2022                               | Sprint Freistil                               | Emanuele Becchis                              | Raimo Vīgants                                        | Jostein Olafsen                               |
| 28. August 2022                               | 20 km Freistil Massenstart                    | Matteo Tanel                                  | Tommaso Dellagiacoma                                 | Emanuele Becchis                              |

| 4. Weltcup in Amatrice, 9. bis 11. September 2022 | 4. Weltcup in Amatrice, 9. bis 11. September 2022 | 4. Weltcup in Amatrice, 9. bis 11. September 2022 | 4. Weltcup in Amatrice, 9. bis 11. September 2022 | 4. Weltcup in Amatrice, 9. bis 11. September 2022 |
| ------------------------------------------------- | ------------------------------------------------- | ------------------------------------------------- | ------------------------------------------------- | ------------------------------------------------- |
| Datum                                             | Disziplin                                         | Erster Platz                                      | Zweiter Platz                                     | Dritter Platz                                     |
| 9. September 2022                                 | 5 km Freistil                                     | Amund Korsæth                                     | Tommaso Dellagiacoma                              | Matteo Tanel                                      |
| 10. September 2022                                | 14 km klassisch Massenstart                       | Amund Korsæth                                     | Luca Curti                                        | Michael Galassi                                   |
| 11. September 2022                                | Sprint Freistil                                   | Emanuele Becchis                                  | Jostein Olafsen                                   | Karl Sebastian Dremljuga                          |

### Gesamtwertung Männer
| Rang | Name                         | Punkte |
| ---- | ---------------------------- | ------ |
| 001. | Amund Korsæth                | 684    |
| 02.  | Matteo Tanel                 | 561    |
| 03.  | Raimo Vīgants                | 482    |
| 04.  | Tommaso Dellagiacoma         | 455    |
| 05.  | Patrick Fossum Kristoffersen | 418    |
| 06.  | Emanuele Becchis             | 414    |
| 07.  | Michael Galassi              | 373    |
| 08.  | Riccardo Lorenzo Masiero     | 327    |
| 09.  | Niks Saulītis                | 230    |
| 10.  | Johannes Høsflot Klæbo       | 200    |

| Rang | Name                     | Punkte |
| ---- | ------------------------ | ------ |
| 11.  | Martin Løwstrøm Nyenget  | 160    |
| 12.  | Jostein Olafsen          | 151    |
| 13.  | Luca Curti               | 132    |
| 14.  | Martin Himma             | 130    |
| 14.  | Håvard Solås Taugbøl     | 130    |
| 16.  | Simen Hegstad Krüger     | 124    |
| 17.  | Dmytro Drahun            | 117    |
| 18.  | Karl Sebastian Dremljuga | 103    |
| 19.  | Dmitriy Kolomeyets       | 95     |
| 20.  | Michele Valerio          | 92     |

| Rang | Name                | Punkte |
| ---- | ------------------- | ------ |
| 21.  | Kaarel Kasper Kõrge | 85     |
| 22.  | Li Minglin          | 79     |
| 23.  | Gianmarco Gatto     | 73     |
| 24.  | Simon Karlsson      | 70     |
| 25.  | Emil Iversen        | 68     |
| 26.  | Oleh Mishchenko     | 66     |
| 27.  | Pål Trøan Aune      | 65     |
| 28.  | Alberto Dalla Via   | 63     |
| 29.  | Didrik Tønseth      | 62     |
| 29.  | Modestas Vaičiulis  | 62     |

## Frauen

### Resultate
| 1. Weltcup in Telemark, 24. bis 26. Juni 2022 | 1. Weltcup in Telemark, 24. bis 26. Juni 2022 | 1. Weltcup in Telemark, 24. bis 26. Juni 2022 | 1. Weltcup in Telemark, 24. bis 26. Juni 2022 | 1. Weltcup in Telemark, 24. bis 26. Juni 2022 |
| --------------------------------------------- | --------------------------------------------- | --------------------------------------------- | --------------------------------------------- | --------------------------------------------- |
| Datum                                         | Disziplin                                     | Erster Platz                                  | Zweiter Platz                                 | Dritter Platz                                 |
| 24. Juni 2022                                 | 10 km Freistil                                | Marte Skaanes                                 | Ragnhild Gløersen Haga                        | Linn Sömskar                                  |
| 25. Juni 2022                                 | Sprint Freistil                               | Mathilde Myhrvold                             | Lotta Udnes Weng                              | Ane Appelkvist Stenseth                       |
| 26. Juni 2022                                 | 24 km klassisch Massenstart                   | Lotta Udnes Weng                              | Amalie Håkonsen Ous                           | Linn Sömskar                                  |

| 2. Weltcup in Otepää, 19. bis 21. August 2022 | 2. Weltcup in Otepää, 19. bis 21. August 2022 | 2. Weltcup in Otepää, 19. bis 21. August 2022 | 2. Weltcup in Otepää, 19. bis 21. August 2022 | 2. Weltcup in Otepää, 19. bis 21. August 2022 |
| --------------------------------------------- | --------------------------------------------- | --------------------------------------------- | --------------------------------------------- | --------------------------------------------- |
| Datum                                         | Disziplin                                     | Erster Platz                                  | Zweiter Platz                                 | Dritter Platz                                 |
| 19. August 2022                               | Sprint Freistil                               | Linn Sömskar                                  | Mariel Merlii Pulles                          | Johanna Udras                                 |
| 20. August 2022                               | 16 km Freistil Massenstart                    | Linn Sömskar                                  | Ma Qinghua                                    | Zhou Yang                                     |
| 21. August 2022                               | 10 km klassisch                               | Linn Sömskar                                  | Ma Qinghua                                    | Aveli Uustalu                                 |

| 3. Weltcup in Madona, 25. bis 28. August 2022 | 3. Weltcup in Madona, 25. bis 28. August 2022 | 3. Weltcup in Madona, 25. bis 28. August 2022 | 3. Weltcup in Madona, 25. bis 28. August 2022 | 3. Weltcup in Madona, 25. bis 28. August 2022 |
| --------------------------------------------- | --------------------------------------------- | --------------------------------------------- | --------------------------------------------- | --------------------------------------------- |
| Datum                                         | Disziplin                                     | Erster Platz                                  | Zweiter Platz                                 | Dritter Platz                                 |
| 25. August 2022                               | 10 km klassisch                               | Kaidy Kaasiku                                 | Keidy Kaasiku                                 | Elisa Sordello                                |
| 26. August 2022                               | Teamsprint klassisch                          | EstlandKeidy Kaasiku Kaidy Kaasiku            | SchwedenMolly Furunäs Jackline Lockner        | LettlandKitija Auziņa Estere Volfa            |
| 27. August 2022                               | Sprint Freistil                               | Jackline Lockner                              | Kitija Auziņa                                 | Elisa Sordello                                |
| 28. August 2022                               | 15 km Freistil Massenstart                    | Elisa Sordello                                | Jackline Lockner                              | Kitija Auziņa                                 |

| 4. Weltcup in Amatrice, 9. bis 11. September 2022 | 4. Weltcup in Amatrice, 9. bis 11. September 2022 | 4. Weltcup in Amatrice, 9. bis 11. September 2022 | 4. Weltcup in Amatrice, 9. bis 11. September 2022 | 4. Weltcup in Amatrice, 9. bis 11. September 2022 |
| ------------------------------------------------- | ------------------------------------------------- | ------------------------------------------------- | ------------------------------------------------- | ------------------------------------------------- |
| Datum                                             | Disziplin                                         | Erster Platz                                      | Zweiter Platz                                     | Dritter Platz                                     |
| 9. September 2022                                 | 5 km Freistil                                     | Linn Sömskar                                      | Wiktorija Olech                                   | Elisa Sordello                                    |
| 10. September 2022                                | 14 km klassisch Massenstart                       | Linn Sömskar                                      | Elisa Sordello                                    | Wiktorija Olech                                   |
| 11. September 2022                                | Sprint Freistil                                   | Julie Henriette Arnesen                           | Linn Sömskar                                      | Jackline Lockner                                  |

### Gesamtwertung Frauen
| Rang | Name             | Punkte |
| ---- | ---------------- | ------ |
| 001. | Linn Sömskar     | 740    |
| 02.  | Elisa Sordello   | 551    |
| 03.  | Kitija Auziņa    | 438    |
| 04.  | Jackline Lockner | 375    |
| 05.  | Rosa Zimare      | 280    |
| 06.  | Wiktorija Olech  | 255    |
| 07.  | Keidy Kaasiku    | 220    |
| 08.  | Kaidy Kaasiku    | 208    |
| 09.  | Ma Qinghua       | 189    |
| 10.  | Lotta Udnes Weng | 180    |

| Rang | Name                    | Punkte |
| ---- | ----------------------- | ------ |
| 11.  | Julie Henriette Arnesen | 145    |
| 12.  | Hanne Sæther Garberg    | 138    |
| 13.  | Mathilde Myhrvold       | 136    |
| 14.  | Mariel Merlii Pulles    | 120    |
| 15.  | Johanna Udras           | 110    |
| 16.  | Zhou Yang               | 106    |
| 17.  | Amalie Håkonsen Ous     | 104    |
| 18.  | Marte Skaanes           | 100    |
| 18.  | Ragnhild Gløersen Haga  | 100    |
| 20.  | Elisa Rossato           | 92     |

| Rang | Name                     | Punkte |
| ---- | ------------------------ | ------ |
| 21.  | Estere Volfa             | 90     |
| 21.  | Anna Svendsen            | 90     |
| 23.  | Maria Hartz Melling      | 86     |
| 24.  | Wen Ying                 | 85     |
| 25.  | Aveli Uustalu            | 82     |
| 25.  | Tiril Udnes Weng         | 82     |
| 27.  | Teesi Tuul               | 80     |
| 27.  | Kristin Austgulen Fosnæs | 79     |
| 29.  | Ane Appelkvist Stenseth  | 78     |
| 30.  | Margrethe Bergane        | 74     |